# Julia Lee (cantante)
Julia Lee (Boonville, 31 ottobre 1902 – San Diego, 8 dicembre 1958) è stata una cantante e pianista statunitense. Era una musicista che suonava principalmente blues e dirty blues.

## Biografia
Nata a Boonville, Missouri da George Lee e Katie Redmond, Julia Lee è cresciuta a Kansas City. Da bambina, suonava col trio d'archi del padre ed inoltre a feste di quartiere o incontri della chiesa.
Diede avvio alla sua carriera musicale vera e propria intorno al 1920, cantando e suonando il piano nella band del proprio fratello George Lee jr (George E. Lee and His Novelty Singing Orchestra), che per un certo periodo includeva anche Charlie Parker. Fu ingaggiata per la prima volta dall'etichetta discografica Merritt nel 1927, con Jesse Stone come pianista e arrangiatore, e ha iniziato la carriera da solista nel 1935.
Julia Lee era caratterizzata da voce roca ed uno stile interpretativo scorrevole e lineare, sia come cantante che come pianista
Nel 1946 grazie alla sua "Come On Over to My House Baby" si è assicurata un contratto discografico con la Capitol Records, e ha avuto una serie di successi nella classifica R&B, tra cui "Gotta gimme whatcha got" (al terzo posto nella classifica R&B, 1946), "Snatch and grab it" del 1947, (al primo posto nella classifica R&B per 28 settimane nello stesso anno, vendendo oltre 500 000 copie), "King Size Papa" (incisa con i "Boy Friends"), del 1948, (al primo posto nella classifica R&B per 28 settimane nello stesso anno), "I didn't like it the first time (The Spinach Song)" (al quarto posto nella classifica R&B del 1949) e "My man stands out" del 1950, considerata, inoltre, incisione rara con una Julia Lee ai suoi livelli più alti.
I dischi sono stati attribuiti a "Julia Lee and Her Boy Friends", i suoi musicisti di sessione, tra cui Jay McShann, Vic Dickenson, Benny Carter, Red Norvo, Nappy Lamare, Red Nichols e Jack Marshall.
Nel 1949, insieme con il rinomato batterista Samuel "Baby" Lovett si esibì alla Casa Bianca su invito del Presidente Harry Truman.
Era sposata con Frank Duncan, manager dei Kansas City Monarchs della Negro National League, anch'egli originario di Kansas City.
Dopo il 1950 la carriera di Julia Lee non ha più contato altri successi ma la musicista ha continuato ad essere una delle interpreti più popolari a Kansas City fino alla sua morte, all'età di 56 anni, per un attacco di cuore.